# Masacre de Mullaghmast
La masacre de (o en ) Mullaghmast (en irlandés: ár Mhullach maistean) se refiere a una ejecución sumaria de la nobleza irlandesa por parte del ejército inglés y aliados de los Tudor en Irlanda. Pudo haber ocurrido a fines del año 1577 o principios de 1578. Ha sobrevivido escasa documentación sobre la masacre, aunque recientemente se han publicado documentos, que están disponibles en la Biblioteca Nacional de Irlanda.

## Acontecimientos
Según los relatos tradicionales, Francis Cosby (un soldado) y Robert Hartpole, posibles colonos ingleses en la plantación del condado de la reina (el antiguo reino de Loígis, actual condado de Laois) y el condado del rey (el antiguo reino de Uí Failghe, actual condado de Offaly) conspiraron para matar a los jefes nativos irlandeses. El Lord teniente de Irlanda, Henry Sidney, supuestamente coludió con Cosby y Hartpole. Para acelerar el complot, se hicieron amigos de miembros de prominentes familias nativas irlandesas (incluidos dos poderosos jefes del Úlster). 
Entre 100 y 400 miembros de familias prominentes en Loígis y Uí Failghe fueron convocados a Mullaghmast en el condado de Kildare, con el pretexto de realizar un servicio militar. La mayoría de los que asistieron fueron asesinados, incluidos algunos que fueron quemados en la hoguera. 
El siguiente relato de la masacre se encuentra en los Anales de los cuatro maestros:

1577. A horrible and abominable act of treachery was committed by the English of Leinster and Meath upon that part of the people of Offaly and Leix that remained in confederacy with them, and under their protection. It was effected thus: they were all summoned to shew themselves, with the greatest number they could be able to bring with them, at the great ráth of Mullach-Maistean; and on their arrival at that place they were surrounded on every side by four lines of soldiers and cavalry, who proceeded to shoot and slaughter them without mercy, so that not a single individual escaped, by flight or force.
1577. Los ingleses de Leinster y Meath cometieron un horrible y abominable acto de traición contra la parte del pueblo de Offaly y Leix que permanecía en confederación con ellos y bajo su protección. Se hizo así: todos fueron convocados a mostrarse, con el mayor número que pudieron traer con ellos, en el gran ráth de Mullach-Maistean; ya tras su arribo a ese lugar fueron rodeados por todos lados por cuatro líneas de soldados y caballería, quienes procedieron a fusilarlos y masacrarlos sin piedad, para que ni un solo individuo escapara, huyendo o por la fuerza.

In the year 1705, there was an old gentleman of the name of Cullen, in the County Kildare, who often discoursed with one Dwyer and one Dowling, actually living at Mullaghmast when this horrid murder was committed, which was about the sixteenth year [recté, nineteenth] of Queen Elizabeth's reign; and the account he gives of it is, that those who were chiefly concerned in this horrid murder were the Deavils, the Grehams, the Cosbys, the Piggotts, the Bowens, the Hartpoles, the Hovendons, the Dempsys, and the FitzGeralds. The last five of these were, at that time, Roman Catholics, by whom the poor people murdered at Mullaghmast were chiefly invited there, in pretence that said people should enter into an alliance offensive and defensive with them. But their reception was to put them all to death, except one O'More, who was the only person that escaped. Notwithstanding what is said that one O'More only had escaped the massacre, yet the common tradition of the country is, that many more had escaped through the means of one Henry Lalor, who, remarking that none of those returned who had entered the fort before him, desired his companions to make off as fast as they could, in case they did not see him come back. Said Lalor, as he was entering the fort, saw the carcasses of his slaughtered companions; then drew his sword, and fought his way back to those that survived, along with whom he made his escape to Dysart, his family's ancestral home.
En el año 1705, había un anciano de nombre Cullen, en el condado de Kildare, que a menudo conversaba con un tal Dwyer y un tal Dowling, que vivía en Mullaghmast cuando se cometió este horrible asesinato, que era alrededor del decimosexto año [sic por ‹decimonoveno›] del reinado de la reina Isabel; y el relato que da de ello es que los principales interesados en este horrible asesinato fueron los Deavils, los Grehams, los Cosby, los Piggott, los Bowen, los Hartpole, los Hovendons, los Dempsys y los FitzGerald. Los últimos cinco de estos eran, en ese momento, católicos romanos, por quienes los pobres asesinados en Mullaghmast fueron invitados principalmente allí, con el pretexto de que dicha gente debería entrar en una alianza ofensiva y defensiva con ellos. Pero su recepción fue para darles muerte a todos, excepto a O'More, que fue la única persona que escapó. A pesar de lo que se dice que solo un O'More había escapado de la masacre, sin embargo, la tradición común del país es que muchos más habían escapado por medio de un tal Henry Lalor, quien, señalando que ninguno regresaba de entre los que habían entrado en el fuerte antes que él, pidió a sus compañeros que se fueran lo más rápido que pudieran, en caso de que no lo vieran regresar. Dicho Lalor, al entrar en el fuerte, vio los cadáveres de sus compañeros sacrificados; luego desenvainó su espada y se abrió el camino de regreso a los que sobrevivieron, junto con quienes escapó a Dysart, el hogar ancestral de su familia.